# خربة غازي
خربة غازي قرية في ناحية خربة تين نور التابعة لمنطقة حمص في محافظة حمص في سورية.

## عن القرية
تطل القرية على الشاطئ الشمالي لبحيرة قطينة . ويشتهر أهلها بمهنة صيد السمك وصناعة قوارب الصيد الصغيرة ومعدات الصيد.

### التعليم
يوجد في البلدة مدرسة ابتدائية ومدرسة إعدادية.

### الزراعة
زراعة خضراوات، وقمح وشعير.